# Bieruń
Bieruń là một thị trấn thuộc hạt Bieruń-Lędziny, tỉnh Silesian, miền nam Ba Lan. Từ năm 1975 - 1998, thị trấn nằm trong tỉnh Katowice, kể từ năm 1999 đến nay, nó thuộc quyền quản lý của tỉnh Silesian. Thị trấn cách Katowice khoảng 25 km về phía nam. Tổng diện tích của thị trấn là 40,67 km². Tính đến năm 2008, dân số của thị trấn là 19.464 người với mật độ 480 người/km².
Thị trấn Bieruń nằm ở cao nguyên Silesian trên sông Gostynia - một nhánh của sông Vistula và giáp với Liên minh đô thị Silesia ở phía bắc (một đô thị với dân số trên 2 triệu người).
Bieruń có các dzielnica như: Bieruń Stary, Bieruń Nowy, Ściernie, Jajosty, Bijasowice, Czarnuchowice và giáp với Lędziny, Tychy, Chełm Śląski, Bojs.

## Lịch sử
Thị trấn Bieruń xuất phát từ một ngôi làng có tên là Berouna, được thành lập vào năm 1376. Cái tên Berouna có lẽ liên quan đến một vị thần của bộ lạc Slavic là Perun (được đánh vần tương tự Berouna). Công tước John II xứ Opava, công tước Přemyslid xứ Racibórz chính là những người đã trao cho ngôi làng đặc quyền thị trấn theo Luật Magdeburg vào năm 1387. Năm 1532, giống như Công tước xứ Opole và Racibórz, Berouna theo chế độ quân chủ Habsburg.
Năm 1740 - 1742, giống như hầu hết các thị trấn của tỉnh Silesian lúc bấy giờ, Berouna bị nước Phổ xâm chiếm trong Chiến tranh Silesian lần thứ nhất và sau đó được sáp nhập vào tỉnh Silesian. Vào ngày 18 tháng 6 năm 1845, một trận hỏa hoạn lớn đã phá hủy gần như toàn bộ ngôi làng. Năm 1871, Berouna trở thành một phần của Đế quốc Đức. Một nhà máy sản xuất thuốc lá và đạn dược được thành lập tại ngôi làng vào giữa thế kỷ 19.
Sau cuộc nổi dậy Silesian lần thứ ba năm 1921 và cuộc trưng cầu ý dân ở Silesian Thượng, có tới 82,1% cư dân ở Berouna đã bỏ phiếu ở lại Ba Lan. Berouna được sáp nhập vào Cộng hòa Ba Lan thứ hai và ngay sau đó chính thức đổi tên thành Bieruń.